# De wonderlijke avonturen van Herman van Veen (album)
 De wonderlijke avonturen van Herman van Veen is het elfde Nederlandstalige studioalbum van Herman van Veen, verschenen op lp in 1979. Deze plaat werd opgenomen in Studio Son Clair in Ankeveen. Van het album werd het lied Opzij op single uitgebracht en een grote hit. Vanwege dit succes werd ook het lied Onderwater van dit album in 1980 op single uitgebracht, maar dit nummer bereikte de hitparade niet.
De muziek en liedteksten zijn oorspronkelijk geschreven voor een Duits televisieprogramma voor de jeugd in opdracht van de Bayerischer Rundfunk, onder de titel Die seltsamen Abenteuer des Herman van Veen en werd in 1977 uitgezonden. Twee jaar later zond in Nederland de KRO de nagesynchroneerde versie uit als De wonderlijke avonturen van Herman van Veen.

## Nummers
| Nr. | Titel                           | Schrijver(s)                        | Duur |
| --- | ------------------------------- | ----------------------------------- | ---- |
| 1.  | Deuren                          | Erik van der Wurff                  | 1:13 |
| 2.  | O ja, ik ben Herman             | Erik van der Wurff, Herman van Veen | 2:50 |
| 3.  | En af en toe wat regen          | Erik van der Wurff, Herman van Veen | 2:40 |
| 4.  | Zand, zand, zand                | Erik van der Wurff, Herman van Veen | 3:46 |
| 5.  | Opzij                           | Erik van der Wurff, Herman van Veen | 3:10 |
| 6.  | Al wat witter wit dan wit maakt | Erik van der Wurff, Herman van Veen | 3:30 |
| 7.  | Keldergang                      | Erik van der Wurff                  | 0:40 |
| 8.  | Spokentango                     | Erik van der Wurff, Herman van Veen | 2:00 |

| 1.                 | Spiegel                      | Erik van der Wurff                  | 1:30 |
| 2.                 | Liefdeslied                  | Erik van der Wurff, Herman van Veen | 4:00 |
| 3.                 | Pingpongsong                 | Erik van der Wurff, Herman van Veen | 1:35 |
| 4.                 | We zullen wel eens zien      | Erik van der Wurff, Herman van Veen | 1:24 |
| 5.                 | Onder water zijn             | Erik van der Wurff, Herman van Veen | 3:03 |
| 6.                 | Bestellied                   | Erik van der Wurff, Herman van Veen | 0:50 |
| 7.                 | Niet te koop                 | Erik van der Wurff, Herman van Veen | 3:05 |
| 8.                 | We komen naar je toegevlogen | Erik van der Wurff, Herman van Veen | 2:40 |
| 9.                 | Deuren                       | Erik van der Wurff                  | 1:30 |
| Totale duur: 41:21 |                              |                                     |      |

## Muzikanten
De credits op de oorspronkelijke langspeelplaat vermeldden:
- Martijn Alsters – fluit
- Harry Sacksioni – gitaar
- Erik van der Wurff - piano, elektrisch piano
- Ger Smit - trombone
- Hans Koppes – tuba, eufonium